# Cixius clara
Cixius clara är en insektsart som beskrevs av Melichar 1914. Cixius clara ingår i släktet Cixius och familjen kilstritar. Inga underarter finns listade i Catalogue of Life.